# Subhankar Dey
Subhankar Dey (* 6. Juni 1993) ist ein indischer Badmintonspieler. 

## Karriere
Subhankar Dey belegte bei den Iraq International 2012 Rang zwei ebenso wie bei den Uganda International 2013 und der Bahrain International Challenge 2013. Die Kenya International 2013 konnte er für sich entscheiden, während es bei den Bangladesh International 2013 nur zu Rang drei reichte.